# Escalinata
A Escalinata de Teruel, obra de Aniceto Marinas, é um exemplo de arquitectura mudejar e foi construída entre 1920 e 1921. Situa-se em Teruel, Espanha.